# Flottille 33F
La flottille 33F est une flottille d'hélicoptères de l'aéronavale française. L'unité est spécialisée dans la lutte anti-sous-marine, la lutte anti-navires et la mise en œuvre des commandos marine. Son indicatif radio est « Cyclone ».

## Historique

### Création en Algérie française

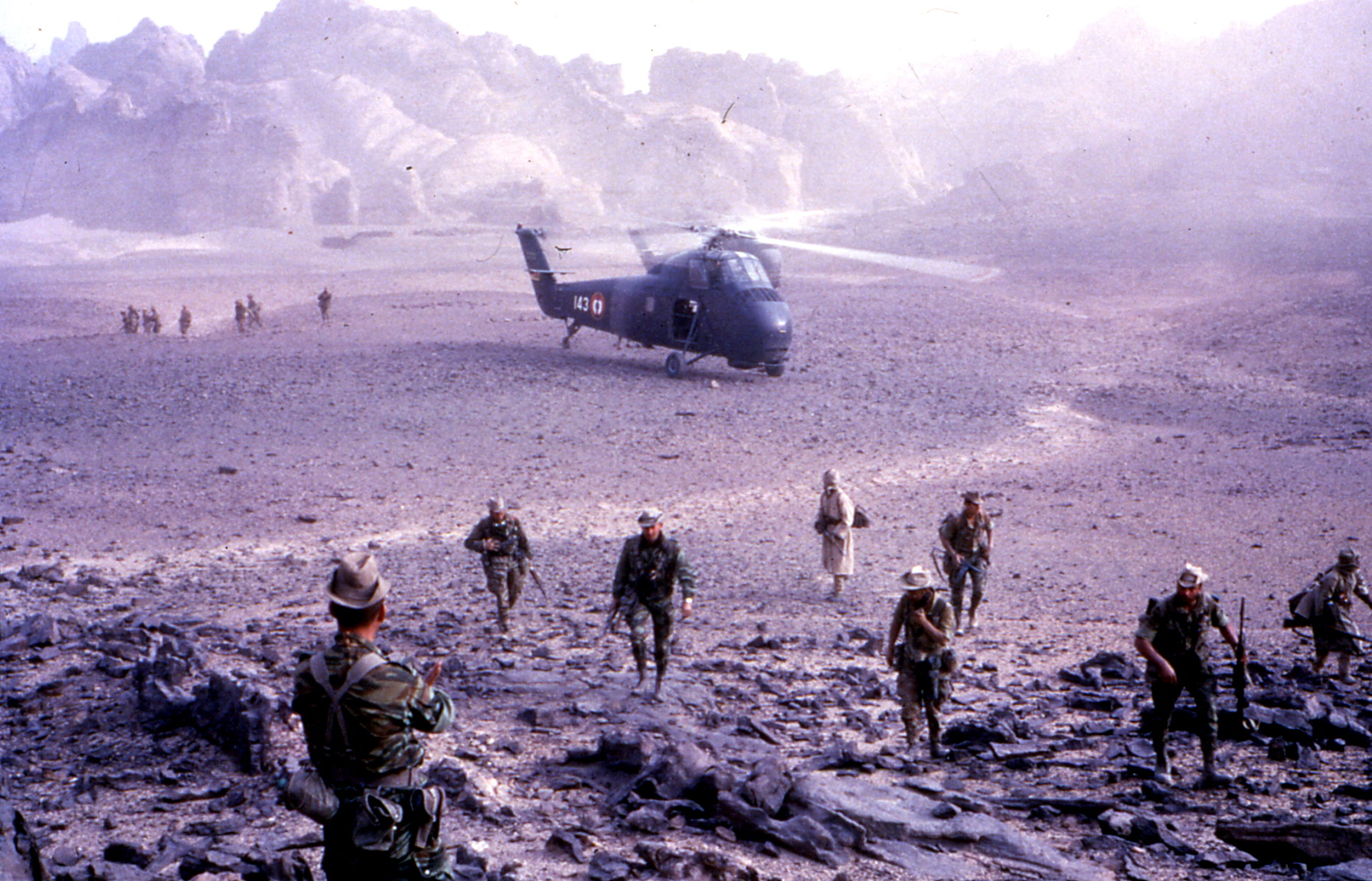
Un S-58 de la 33F au Tchad pendant la guerre civile tchadienne vers 1970-1971.

Elle est créée à Alger-Maison Blanche le 1er juin 1957 et elle doté des hélicoptères H-19 dont s'est séparé la 31F. Elle mène des missions d'évacuation sanitaire au combat, de ravitaillement des troupes et d'appui des troupes au sol en pleine guerre d'Algérie.
En juillet 1957, elle est transférée à Lartigue, en conservant les détachements à Méchéria et à l’hôpital de Tlemcem en Algérie. Le Groupe d'Hélicoptères de l'Aéronautique Navale auquel la 33F est rattachée, travaille également avec les commandos marine.
À la fin de la guerre, elle est rapatriée en France sur la base aéronavale de Saint-Raphaël le 3 août 1962, avant de s'installer à Saint-Mandrier en juillet 1964.

### La 33F en Méditerranée
La 33F se spécialise dans le transport d'assaut pour la Marine et participe à plusieurs opérations extérieures, en particulier au Tchad et à Djibouti dans les années 1970, et mènent des missions à partir des porte-avions Arromanches, Clemenceau et Foch.
La 33F reçoit le Sud-Aviation SA321 Super Frelon en 1979 et se spécialise dans le transport opérationnel avec les commandos marine, notamment à partir des porte-avions et des TCD. Elle participe également aux missions SAR en Méditerranée depuis Saint-Mandrier.
En 1996, elle assure une présence de deux Super-Frelon en mer Adriatique en soutien de l'IFOR.
Elle est dissoute le 1er octobre 1999, totalisant plus de 100 000 heures de vol. Ses appareils sont transférés à la flottille 35F.

### Réactivation en Bretagne
La 33F est réactivée le 8 décembre 2011 à Lanvéoc-Poulmic avec l'arrivée du Caïman marine dont elle sera la première équipée avec un total de 9 ou 10 exemplaires. En décembre 2023, elle laisse la mission de secours maritime à la flottille 32F pour se consacrer exclusivement aux missions de combat aéro-maritime depuis les frégates. Elle assure aussi l'alerte de lutte anti-sous-marine de la façade Atlantique.
Depuis l'entrée en service opérationnel du Caïman marine, la flottille embarque sur les frégates multi-missions pour mener des missions de lutte anti-sous-marine, anti-navire, et de soutien aux opérations commandos. Elle assure également depuis la métropole une mission particulière contre-terrorisme. Les hélicoptères servent alors au transport opérationnel des commandos ou des forces d'intervention comme le GIGN, depuis le sol ou embarqués depuis une FREMM.

## Bases et appareils

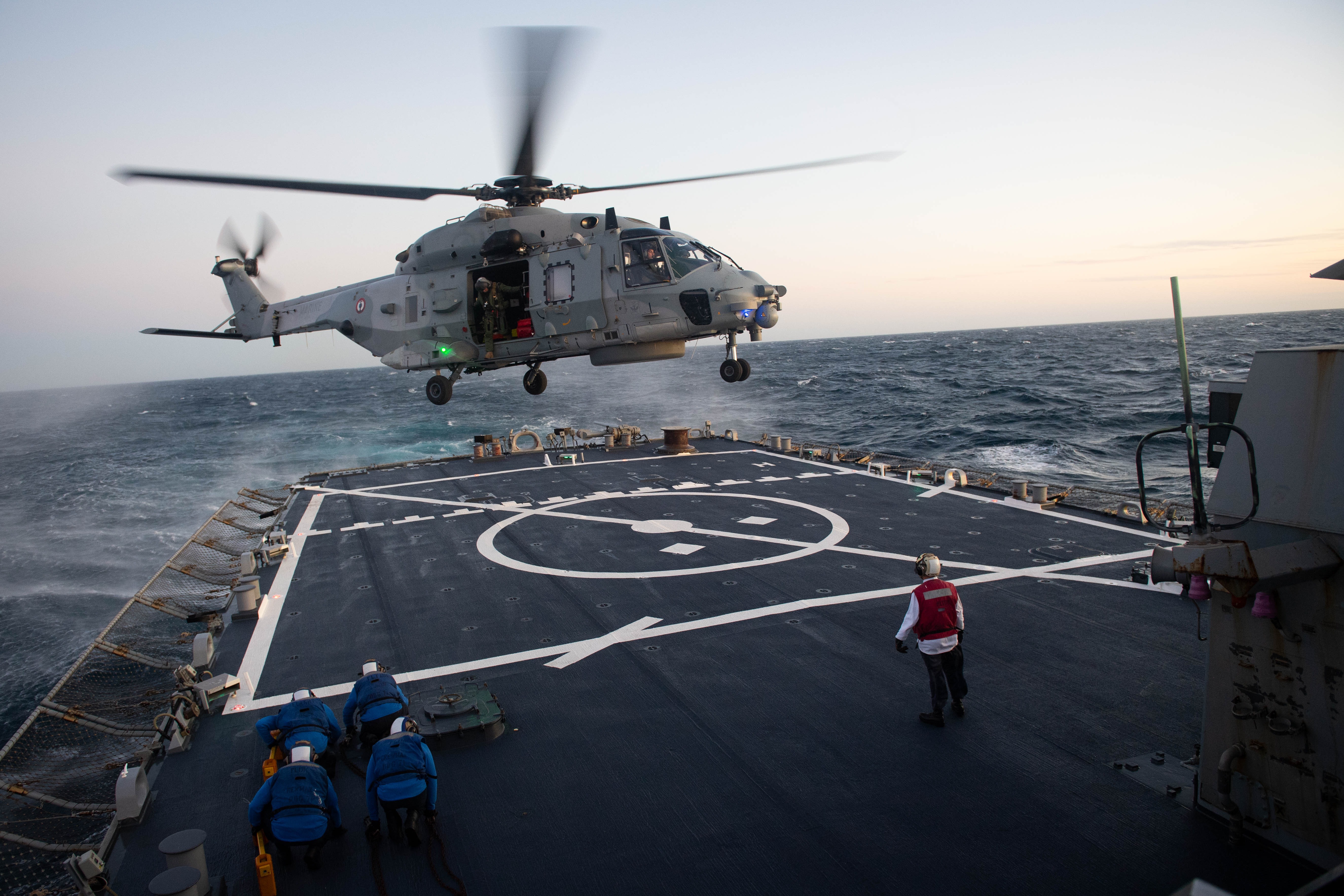
Caïman marine de la 33F sur le pont de l' lors d'un exercice en novembre 2019.

Le Caïman marine (CMN) est issu du programme NH90, mené par NHIndustries, consortium de trois industriels : Airbus Helicopters, Leonardo et Fokker Technologies.
Véritable hélicoptère de combat, il a la capacité d’emporter deux torpilles MU90 ainsi qu’une mitrailleuse de sabord M3M de calibre 12,7mm.
Sa redoutable suite acoustique est fournie par Thales, avec en particulier le sonar trempé FLASH, et le traitement des bouées acoustiques actives et passives.
Employé depuis les frégates de la Marine, il en est l’un des principaux systèmes d’armes. Le couple FREMM/Caïman est souvent cité comme exemplaire dans la lutte anti-sous-marine.

## Commandants
| Commandant               | Date de prise de poste |
| ------------------------ | ---------------------- |
| LV Michel Loyer          | 1er juin 1957          |
| LV Philippe Ghesquière   | 25 septembre 1958      |
| LV Michel Beau           | 26 septembre 1960      |
| LV Jacques Daguzan       | 9 juin 1962            |
| LV Jean de Potter        | 1er juillet 1963       |
| LV Jacques Galloy        | 29 septembre 1964      |
| LV Gilles Mousset        | 24 mars 1965           |
| LV Guy Jourdain          | 18 décembre 1966       |
| LV Georges Tourel        | 19 décembre 1968       |
| LV Georges Guillemot     | 18 juin 1971           |
| LV René Delbove          | 19 avril 1973          |
| LV Jean-Louis Laignelot  | 5 septembre 1974       |
| LV Michel Heger          | 28 juillet 1976        |
| LV Frédéric Paillard     | 27 juillet 1978        |
| CC Michel Sarrazin       | 24 juillet 1980        |
| CC Jean-Patrick Pluvinet | 2 juillet 1982         |
| CC Jean-Pierre Oliveau   | 10 septembre 1984      |
| CC Valère Ortoli         | 12 septembre 1986      |
| CC Pierre Casau          | 9 septembre 1988       |
| CC Jean Casati-Ollier    | 17 septembre 1990      |
| CC Bertrand Mopin        | 7 septembre 1992       |
| CC Laurent Beauchesne    | 23 août 1994           |
| CC Pierre Parent         | 2 septembre 1996       |
| CF Dominique de Lorgeril | 16 juillet 1998        |
|                          |                        |
| CF Nicolas Couder        | 8 décembre 2011        |
| CF Damien Berthelot      | 27 juin 2013           |
| CF Jimmy Davadant        | 7 septembre 2016       |
| CF Jérôme Dubois         | 29 juin 2018           |
| CF Florian Edus          | 25 juin 2020           |
| CC Sébastien Couprie     | 25 août 2022           |
|                          |                        |

## Insigne et devise
L'insigne de la flottille 33F représente une colombe sur fond d'éclair. La colombe de la paix symbolise la pacification, et l’éclaire représente la guerre et les combats.
Sa devise est « Sourire et vaincre ».